# Sindoor

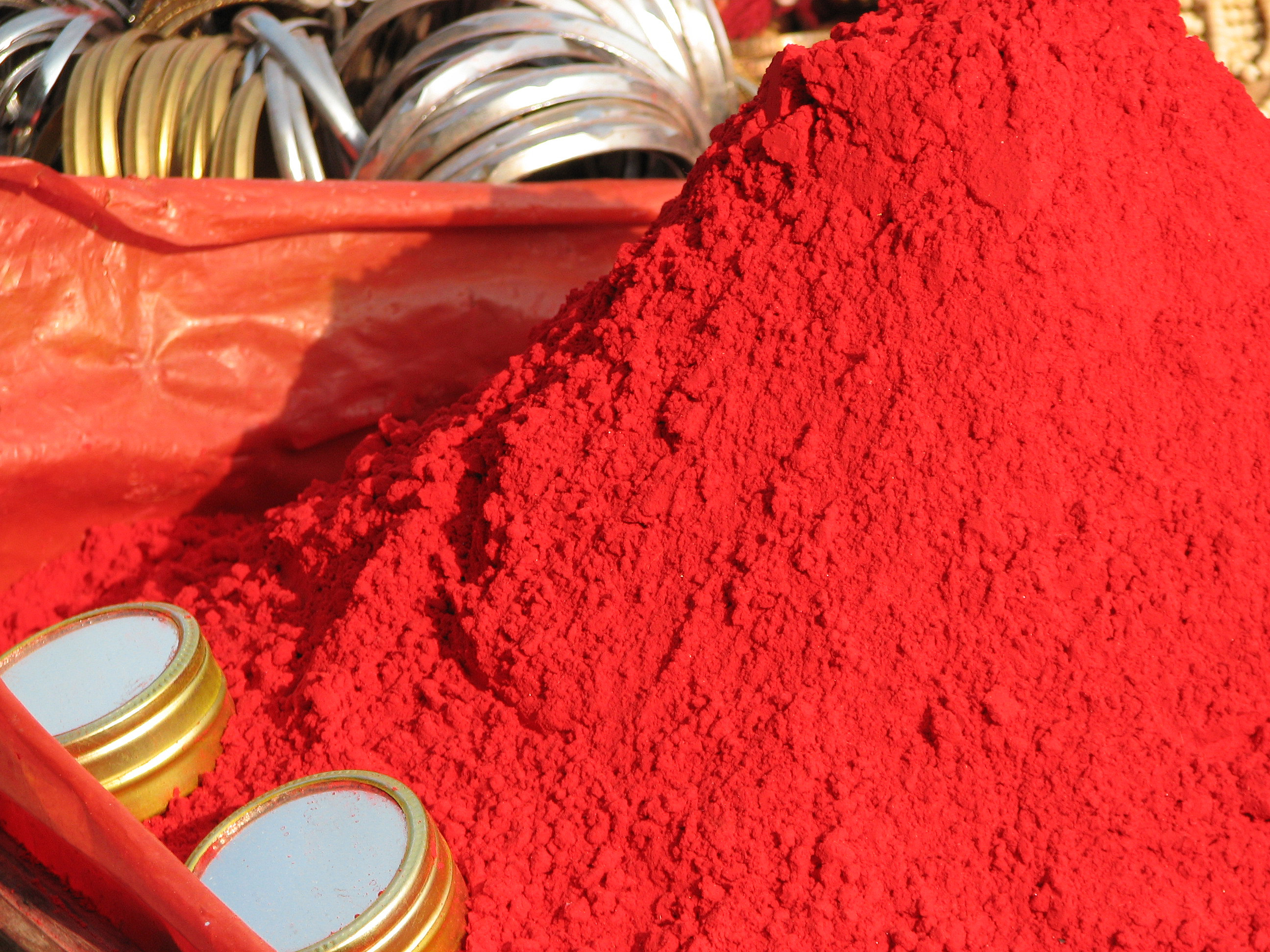
Sindoor.

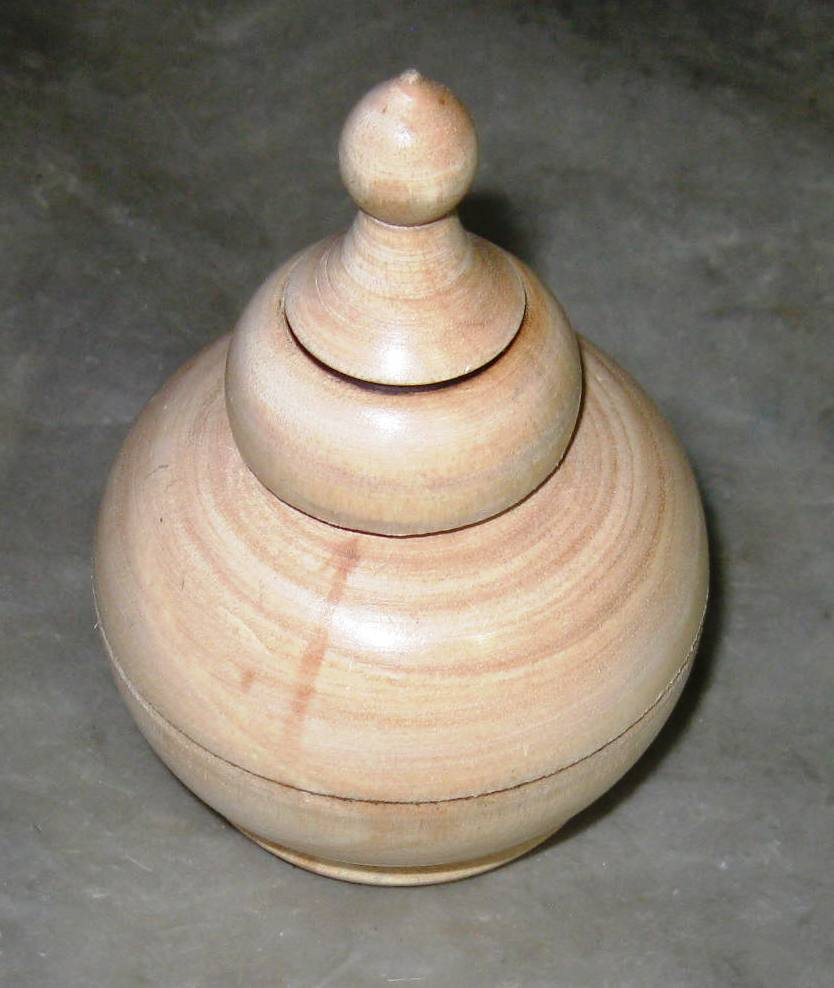
Trä Sindoor (Vermilion) låda

Sindoor, hindustani सिन्दूर, سندور, sindooram (sanskrit, Telugu, Tamil, Kannada, Malayalam och Oriya eller Bengali: সিঁদুর och Gujarati સિંદૂર) är ett traditionellt rött eller orangerött kosmetiskt pulver från Indien som oftast används av gifta kvinnor längs benan i håret. Användandet av sindoor betyder i många hindusamhällen att en kvinna är gift, och att sluta använda det betyder änkestånd.
Komponenter i traditionell sindoor är vanligtvis cinnober (kvicksilversulfid), gurkmeja och kalk. Kommersiell sindoor innehåller syntetiska och kemiska färgämnen, där en del som inte produceras inom korrekta standarder kan innehålla bly.
Förutom pulverformen erbjuds Sindoor också som en vätska eller i form av en pinne som liknar ett läppstift, vilket gör det lättare att applicera färgen.

## Användning av sindoor
Sindoor appliceras traditionellt vid början eller längs med hela mittbenan (kallas även maang på hindi) eller som en prick i pannan ("bindi" på hindi eller bottu på telugu). Sindoor visar att en kvinna är gift enligt hinduismen. Singelkvinnor bär pricken i olika färger men applicerar inte sindoor vid benan i håret. Änkor bär inte sindoor, vilket betecknar att deras makar inte längre lever.
Dagen då kvinnan gifter sig appliceras sindoor för första gången av maken. Denna ceremoni kallas för sindoor daanam. Efter detta applicerar kvinnan sindoor själv varje dag.
En liknande färgningsritual är pasupu kumkuma, uppkallad efter ett annat namn för sindoor, kumkuma.